# Ferdinand André Fouqué
Ferdinand André Fouqué (Mortain, 21 de junho de 1828 — Paris, 7 de março de 1904) foi um geólogo e petrologista francês, especializado em vulcanismo e mineralogia e petrologia das rochas eruptivas.

## Biografia
Nascido no departamento da Mancha, com 21 anos de idade (1849) ingressou na Escola Normal Superior de Paris, onde estudou química com o professor Henri Sainte-Claire Deville, com vista a doutorar-se em medicina, objectivo que atingiu em 1885. Foi, de 1853 a 1858, curador das colecções científicas da instituição.
Acompanha Charles Sainte-Claire Deville, irmão do seu professor de química, a Nápoles (1861), onde estudam as erupções do Vesúvio, e depois ao Etna (1865) e Santorini (1866), iniciando um interesse pela vulcanologia que o acompanharia durante toda a sua carreira.
Pelos seus trabalhos sobre vulcanologia recebeu o prestigioso Prémio Cuvier em 1876.
Tornando-se colaborador assíduo de Sainte-Claire Deville, sucede-o em 1877 no cargo de professor de História Natural do Collège de France, iniciando aí um percursos científico centrado sobre a química das emanações gasosas dos vulcões e sobre a mineralogia e petrologia das rochas magmáticas. A partir do estudo da estratigrafia interessou-se profundamente pelo estudo do vulcanismo e da sismologia, e em especial dos minerais e rochas associados aos fenómenos eruptivos.
As suas observações colocaram em dúvida a teoria que explicava a formação das caldeiras vulcânicas por simples acumulação de materiais e levaram-no a interessar-se pela realização de aturados trabalhos de campo, tendo organizado ou participado em diversas expedições científicas para estudo de sismos e erupções recentes, entre os quais o sismo de 4 de Fevereiro de 1867 na Grécia e a erupção submarina de Junho de 1867 na Serreta, Açores.
Como pioneiro da estratigrafia e da petrografia (que introduziu em França), os trabalhos de Fouqué tiveram grande importância no levantamento da carta geológica de França.
Notabilizou-se pelos seus estudos das rochas eruptivas da Córsega, Santorini, Methana e Açores, para além de outras regiões. Estudou os gases vulcânicos emitidos pelas fumarolas e a possibilidade de obter, por fusão, materiais com as mesmas propriedades das rochas eruptivas.
No âmbito dos seus trabalhos sobre vulcanismo visitou os Açores no verão de 1872, procurando recolher amostras das rochas e gases emitidos pelo Vulcão da Serreta. Estudou também as emissões do Vulcão da Urzelina e a vulcanologia da ilha de São Jorge.
É autor de um tratado sobre as características ópticas dos feldspatos que ainda mantém actualidade. Desenvolveu uma importante colaboração científica com Auguste Michel-Lévy, produzindo em conjunto importantes contribuições para a petrologia e a mineralogia, demonstrando o carácter cristalino de muitos dos minerais vulcânicos. Utilizando as então recentes técnicas de microscopia com luz polarizada para observação de finas lâminas minerais, e fazendo uso dos seus conhecimentos de química, elabora, em conjunto com Michel-Lévy, um quadro de classificação das rochas magmáticas que está na base dos modernos sistemas classificativos daquela classe de rochas.
O seu prestígio levou que a 13 de Junho de 1881 fosse eleito membro da Académie des Sciences (na Secção de Mineralogia) sendo eleito presidente daquela instituição em 1901.  Foi também membro da Société Géologique de France (desde 1880).
Em sua honra foi dado o nome de Enclos Fouqué a um dos centros eruptivos do vulcão Pârvédi, na ilha da Reunião.

## Publicações
Suas principais publicações são:
- Recherches sur les phénomènes chimiques qui se produisent dans les volcans, 1866;
- Les anciens volcans de la Grèce 1867;
- Etude des caux minerales geyzériennes de San Miguel (Ac̜ores), 1873;
- Santorin et ses eruptions, 1879 (com Michel-Lévy);
- Minéralogie micrographique 1879;
- Roches éruptives françaises, 1879 (2 volumes);
- Synthèse des minéraux et des roches, 1885;
- Les tremblements de terre, 1889.

Em colaboração com Michel-Lévy publicou:
- Minèralogie micrographique, Roches éruptives françaises (2 volumes), 1879;
- Synthèse des minèraux et des roches, 1885.